# Tom McMillen
Charles Thomas McMillen, detto Tom (Elmira, 26 maggio 1952), è un ex cestista e politico statunitense, professionista nella NBA e membro della Camera dei Rappresentanti per lo stato del Maryland dal 1987 al 1993.

## Basket
Negli anni settanta e ottanta McMillen fu un noto cestista e militò in varie squadre della NBA: i Buffalo Braves, i New York Knicks, gli Atlanta Hawks e i Washington Bullets.
McMillen disputò un campionato con la maglia della Virtus Bologna, vivendo e studiando ad Oxford (UK) e spostandosi a Bologna solo per il week end, durante il quale effettuava un paio di allenamenti con la squadra e la partita domenicale. La statura tecnica di McMillen era tale da permettergli di giocare in Italia ai massimi livelli senza praticamente allenarsi.
Nel 1972 McMillen fu convocato nella nazionale olimpica e fu uno dei cestisti che disputarono la controversa finale con la nazionale sovietica, che vide i sovietici conquistare l'oro e gli americani l'argento. La nazionale statunitense però non prese bene il secondo posto e si rifiutò di ritirare le medaglie, che sono tuttora custodite nel caveau di una banca a Losanna, in Svizzera.

## Politica
Dopo aver lasciato il mondo dello sport, McMillen intraprese la carriera politica e nel 1987 approdò al Congresso come deputato democratico alla Camera dei Rappresentanti.
McMillen venne rieletto due volte ma nel 1993 decise di candidarsi per un altro distretto congressuale dato che il suo era stato ridefinito affinché avesse una maggioranza di elettori afroamericani. A causa del cambiamento McMillen affrontò le elezioni contro un altro deputato in carica, il repubblicano Wayne Gilchrest, che lo sconfisse per un margine di soli tre punti percentuali.
Con un'altezza di 2,11 m, McMillen è considerato il più alto di sempre tra i membri del Congresso degli Stati Uniti d'America.

## Palmarès
- Mr. Basketball USA (1970)
- Campione NIT (1972)
- MVP NIT (1972)
- 3 volte NCAA AP All-America Third Team (1972, 1973, 1974)